# Gustav Knote
Gustav Knote (* 23. Februar 1874 in Schloss Berg (Bayern); † 1939) war ein deutscher Kommerzienrat.

## Leben und Wirken
Sein Vater, der gleichnamige Versicherungsoberinspektor, hatte 1872 eine Villa oberhalb von Schloss Berg am Starnberger See erworben, starb aber bereits 1879. Gustavs Bruder war der Kammersänger Heinrich Knote, mit dem er gemeinsam aufwuchs. Nach dem Besuch des Gymnasiums wurde er Beamter der Münchener Rückversicherungs-Gesellschaft und Generalagentur der Allianz Versicherungs-AG. Danach war er Prokurator der Alleanza in Genua, Direktor der Nationalen Unfallversicherungsgesellschaft in Budapest, Direktion für Österreich in Wien. Im Anschluss wechselte er als Direktor der Zweigniederlassung München der Allianz u. Stuttgarter Verein Versicherungs-AG.
Daneben war er ordentliches Vorstandsmitglied der Bayerischen Versicherungsbank AG und Mitglied des Wirtschaftsbeirats der Bayerischen Volkspartei. Für seine Verdienste wurde ihm am 19. Dezember 1927 der Titel Kommerzienrat verliehen.